# 布格加尼帕尔莱
布格加尼帕尔莱（Bugganipalle），是印度安得拉邦Kurnool县的一个城镇。总人口11470（2001年）。

## 人口
该地2001年总人口11470人，其中男性5848人，女性5622人；0—6岁人口1398人，其中男714人，女684人；识字率57.67%，其中男性为70.30%，女性为44.54%。